# 평택항로
평택항로(Pyeongtaekhang-ro) 평택시 포승읍 만호사거리에서 포승읍 원정교차로를 잇는 도로이다.

## 주요 경유지
경기도
- 평택시 (포승읍)

## 노선
| 이름                  | 접속 노선                           | 소재지 | 소재지 | 비고 |
| --------------------- | ----------------------------------- | ------ | ------ | ---- |
| 만호사거리            | 국도 제38호선 (서동대로) 평택항만길 | 평택시 | 포승읍 |      |
| 유성TNS사거리         | 포승공단순환로                      | 평택시 | 포승읍 |      |
| 오수중계펌프장사거리  | 포승공단로 포승공단순환로           | 평택시 | 포승읍 |      |
| 연암교사거리          | 포승공단순환로 평택항로268번길      | 평택시 | 포승읍 |      |
| 하수종말처리장 삼거리 |                                     | 평택시 | 포승읍 |      |
| 원정변전소사거리      | 2함대길                             | 평택시 | 포승읍 |      |
| 원정 교차로           | 국도 제77호선 (포승향남로)          | 평택시 | 포승읍 |      |

## 주요 시설및 건물
- GS칼텍스 포승공단주유소 (평택항로 158/만호리 578-1)
- 만호파출소 (평택항로 170/만호리 578-8)
- CU 평택포승만호점 (평택항로 174/만호리 578-7)
- IBK기업은행 포승공단지점 (평택항로 180/만호리 578-4)
- 미니스톱 평택원정점 (평택항로 492/원정리 478-8)
- GS25 평택항로점 (평택항로 509/원정리 469-7)